# A1689-zD1
A1689-zD1 était candidate à être la galaxie la plus lointaine (et donc la plus ancienne) observée. Elle a été découverte en 2008 par une équipe de scientifiques travaillant avec le télescope spatial Hubble lors d'une étude de l'amas de galaxies Abell 1689. Les mesures du HST indiquent un décalage vers le rouge de 7,5 ± 0,2, ce qui correspond à une distance (au moment de l'observation) de 12,8 milliards d'années-lumière. Au moment de sa découverte, elle était la galaxie la plus lointaine à avoir été observée, avant d'être détrônée par d'autres objets encore plus lointains. Cette observation a été possible grâce à l'effet de lentille gravitationnelle joué par un amas de galaxies situé sur la ligne de visée de la Terre, Abell 1689.

## Stade primitif
A1689-zD1 est encore à un stade primitif de son évolution en raison du fait qu'on l'observe telle qu'elle était il y a 12,8 milliards d'années. Les propriétés détaillées des galaxies, similaires à A1689-zD1, pourraient être mesurées à partir de l'émission de poussières et de gaz froids dans l'infrarouge lointain si les galaxies se sont suffisamment enrichies en poussières et en métaux. Son stade primitif indique que ses étoiles se sont formées très récemment et qu'elle est encore principalement composée de poussière. De plus, son émission infrarouge dans les bandes de poussière montrent que la galaxie est en proie à une grande formation d'étoiles, ce qui est typique des galaxies (et protogalaxies) dans l'univers primordial. A1689-zD1 est représentative de la population de formation d'étoiles à l'époque de la réionisation, avec un taux total de formation d'étoiles d'environ 68,8 ± 1,2 M☉/an. La galaxie est très évoluée puisqu'elle possède une grande masse stellaire et est fortement enrichie en poussières, avec un rapport poussières/gaz proche de celui de la Voie lactée.

## Raies spectrales

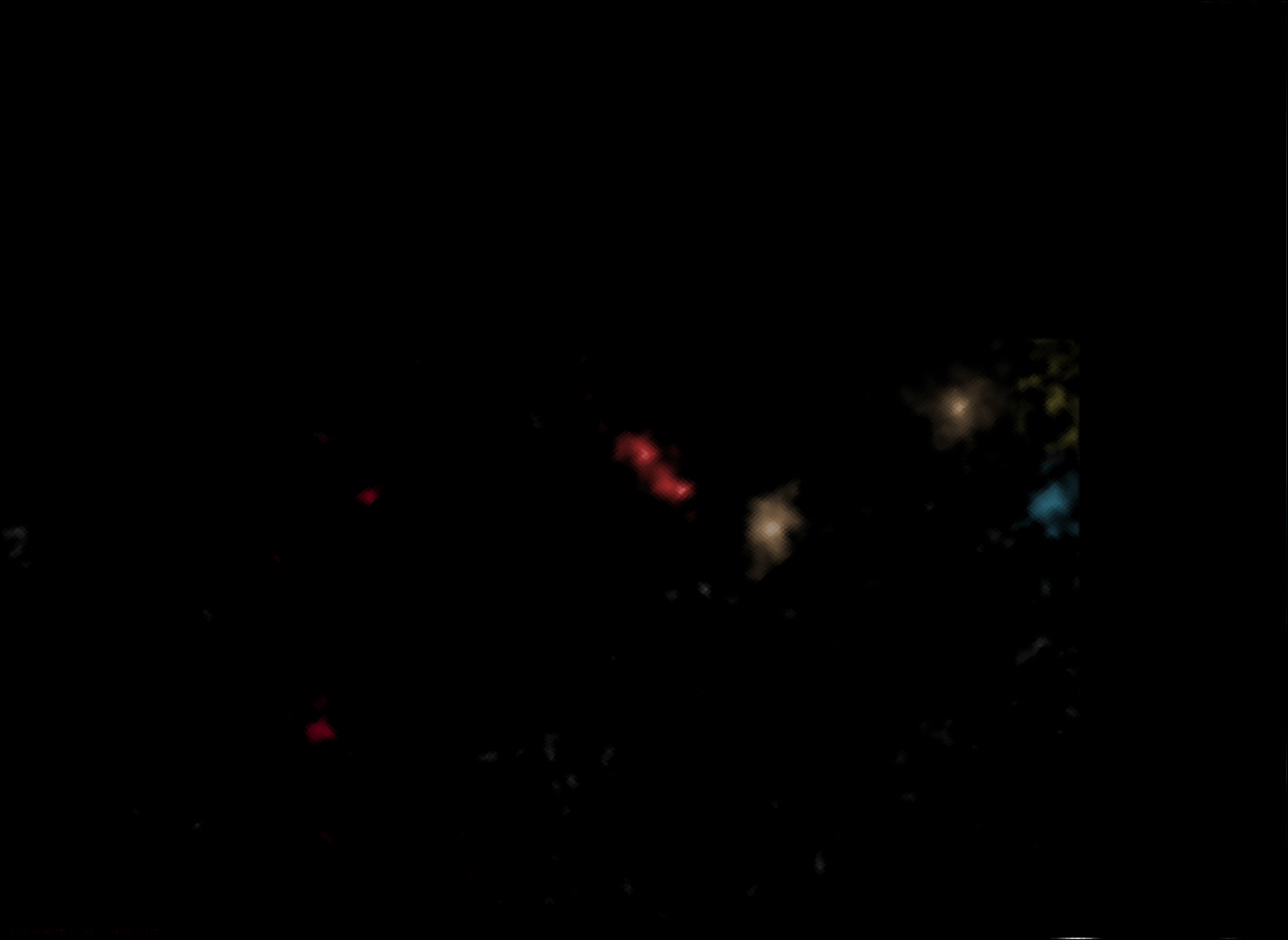
Image, tirée de celles du télescope spatial Hubble dans la bande H, en fausses couleurs. A1689-zD1 est au centre de l'image, marquée en rouge. Elle est accompagnée d'une forme étrange qui lui tourne autour.

Une étude de A1689-zD1 a été effectuée avec l'ALMA. Les résultats d'observation sont que la galaxie émet de très fortes raies spectrales de carbone et d'oxygène ionisés. L'origine de ces raies d'émissions est encore incertaine mais il existe trois hypothèses :
- Les raies d'émissions proviennent d'un centre galactique actif, voire un quasar. La source des raies serait un disque d'accrétion, tournant autour d'un trou noir supermassif d'une masse de quelque millions de masses solaire, éjectant des électrons provenant d'tomes ionisés. Les raies de carbone et oxygène montrent d'ailleurs, si cette hypothèse est fondée, la présence de ces éléments atomiques dans le disque et le voisinage proche du quasar. De plus, sa vélocité (représentée par un décalage vers le bleu au nord et un décalage vers le rouge au sud) est anormale et semble être le signe que A1689-zD1 abrite un disque interne compact[2].
- La galaxie a connu une forte activité de formation d'étoiles. Elle serait une galaxie de Wolf-Rayet extrême, et serait principalement composée d'étoiles très jeunes (quelques millions d'années) qui ionisent les gaz présents dans leurs environnements[2].
- Une galaxie de Wolf-Rayet extrême serait en collision galactique. Les observations optiques et proches infrarouges du télescope spatial Hubble suggèrent que la galaxie serait en collision avec une autre galaxie, causant une formation d'étoiles hyperactives. D'autres électrons pourraient provenir de régions et de gaz en collision, créant des ondes de chocs qui pourraient ioniser des atomes[2].

## Propriétés
En raison de son âge et de son stade évolutif, la galaxie est composée essentiellement de poussières, gaz moléculaire et de métaux. Son stade primitif indique que ses étoiles se sont formées très récemment et qu'elle est encore principalement composée de poussières dont la température est estimée à ~40 K (soit −233 °c). La masse de la galaxie, estimée à partir de ses émissions de carbone, est de 2,0+1,8
−1,0 x 107 M☉. Sa luminosité va de 69,2 ± 1,2 à 144,5 ± 5,7 x 107 L☉ et son taux de formation d'étoiles est estimé à 68,8 ± 1,2 M☉/an, selon les raies spectrales mesurées.